# Ciudad Santa Inés
Ciudad Santa Inés es un barrio perteneciente al distrito Teatinos-Universidad de la ciudad andaluza de Málaga, España. Según la delimitación oficial del ayuntamiento, limita al norte con los barrios de El Tejar y Colonia Santa Inés; al este, con el barrio de Hacienda Roldán; al sur, con el barrio de Las Morillas; y al oeste, con el barrio de El Romeral.

## Transporte
En autobús queda conectado mediante las siguientes líneas de la EMT: 
| Línea | Trayecto                               | Recorrido | Frecuencia    |
| ----- | -------------------------------------- | --------- | ------------- |
| 8     | Alameda Principal - Hospital Clínico   | Recorrido | 13 minutos    |
| 11    | Universidad - El Palo (Playa Virginia) |           |               |
| 23    | Alameda Principal - Parque Cementerio  | Recorrido | 25-30 minutos |
|       |                                        |           |               |